# Into the Light (álbum)
Into the Light é o segundo álbum de estúdio a solo da cantora cubana Gloria Estefan, no entanto, é seu décimo quarto no geral. Foi lançado em 25 de Janeiro de 1991.
Após o esmagador sucesso do álbum Cuts Both Ways e do quase-acidente trágico que aconteceu com Gloria durante o "Get on Your Feet Tour", Gloria retratou a emoção em um novo álbum chamado, "Into the Light". O tema do álbum é saltar para trás das trevas do desastre, daí o título do álbum.
O álbum recebeu um acolhimento favorável não só do sucesso comercial, mas nas paradas e as opiniões profissionais. O álbum vendeu 3,8 milhões de cópias até hoje.
O álbum foi um pouco diferente do que os anteriores, em que as canções do álbum foram mais em um estilo soft-rock/lite do que os seus anteriores conhecidos como Latinos.

## Descrição
O primeiro single, "Coming Out of the Dark" surgiu partir de uma experiência com o marido de Gloria, Emilio, teve em um helicóptero enquanto andava com Gloria para Nova York para a cirurgia. Quando o helicóptero estava atravessando o céu escuro e triste, um raio de luz, de repente brilhou no céu, daí o título, "Coming Out of the Dark". A canção rapidamente foi certificado ouro após vender 500.000 cópias e alcançou o 1 º lugar na Billboard 100 Chart Hot e no Gráfico Billboard Adult Contemporary. Gloria também gravou a canção em espanhol como "Desde La Oscuridad", que alcançou a posição # 4 no Billboard Hot Latin Tracks.
O segundo single, "Seal Our Fate" foi rock-orientado e alcançou a posição # 53 na Billboard Hot 100, e # 24 no Reino Unido. O terceiro single, "Can't Forget You", foi uma balada dramática sobre os efeitos de um fim de romance. Ela alcançou a posição # 43 na Billboard Hot 100 e # 2 na Billboard Adult Contemporary. O single "Live for Loving You" alcançou a posição # 22 na Billboard Hot 100 e # 2 na Billboard Adult Contemporary.

## Lista de Faixas
1. "Coming Out of the Dark" (Estefan, Estefan Jr., Secada) – 4:05
2. "Seal Our Fate" (Estefan) – 4:25
3. "What Goes Around" (Ostwald, Casas, Secada) – 4:01
4. "Nayib's Song (I Am Here for You) (Estefan) – 4:39
5. "Remember Me with Love" (Estefan) – 4:36
6. "Heart with Your Name on It" (Warren) – 4:46
7. "Sex in the 90’s" (Estefan, Secada) – 3:43
8. "Close My Eyes" (Estefan) – 4:29
9. "Language of Love" – 4:15  [Bonus Track Internacional]
10. "Light of Love" (Secada, Barlow) – 3:52
11. "Can't Forget You" (Casas, Secada, Ostwald) – 4:15
12. "Live for Loving You" (Estefan, Estefan Jr., Warren) – 4:37
13. "Mama Yo Can’t Go" (Secada, McWilliams, Shapiro) – 3:33
14. "Desde La Oscuridad" ("Coming Out of the Dark"-Versão em espanhol) (Estefan) – 4:09

Versão Europeia/Reino Unido/Sul Africano (faixas bónus)
1. "Se Tenho Que Te Perder" ("Don't Wanna Lose You" - Versão Portuguesa) - 4:20
2. "Words Get in the Way" (Ao vivo do the Homecoming Concert) - 5:02

Versão Japonesa (faixas bónus)
1. "Amor Fatal" ("Your Love Is Bad for Me" - Versão Portuguesa) - 3:49
2. "Words Get in the Way" (Ao vivo de the Homecoming Concert) - 5:02